# James Lee Peters
James Lee Peters (Boston, 13 de agosto de 1889 — Cambridge, 19 de abril de 1952) foi um ornitólogo estadunidense.
Foi curador de aves no Museu de Zoologia Comparada  da Universidade de Harvard, e presidente da International Commission on Zoological Nomenclature e do Nuttall Ornithological Club.
Como obra mais importante, cabe destacar Check-list of Birds of the World, publicada em sete volumes, realizada entre 1931 e 1952, e que é uma referência para a taxonomia tradicional das aves.

## Obras
- A collection of birds from southwestern New Guinea Cambridge Museum of Comparative Zoology (1926) com Outram Bangs
- Birds from Maratua Island, off the East Coast of Borneo Boston Boston Society of Natural History (1927) com Outram Bangs
- Checklist of the Birds of the World